# Chad le Clos
Chad Guy Bertrand le Clos, född 12 april 1992 i Durban, Sydafrika, är en sydafrikansk simmare. Han innehar samväldesrekordet på 50 och 100 meter fjäril.

## Karriär
Chad le Clos vann guld på 200 meter fjäril och silver på 100 meter fjäril vid de olympiska spelen 2012 i London. Vid de olympiska simtävlingarna 2016 tog han två silvermedaljer på 200 meter frisim och 100 meter fjärilsim.
Vid olympiska sommarspelen 2020 i Tokyo slutade le Clos på 5:e plats på 200 meter fjärilsim och på 18:e plats på 100 meter fjärilsim. I december 2021 vid kortbane-VM i Abu Dhabi tog le Clos silver på 100 meter fjärilsim och brons på 200 meter fjärilsim.